# Робін Лорд Тейлор
Робін Лорд Тейлор (англ. Robin Lord Taylor) — американський актор. Відомий ролями у таки фільмах як: «Нас прийняли» (2006), «Інша Земля» (2011), «Що б ви зробили …» (2012). З 2014 року входить до головного акторського складу телесеріалу «Готем», де грає роль Освальда Коббльпота / Пінгвіна.

## Біографія
Народився 4 червня 1978 року у місті Шуівілл, Айова, США. Син Роберта Гермона Тейлора та Мері Сюзан (Стемі) Тейлор. Закінчив Солонську середню школу та Північно-Західний університет, отримавши ступінь бакалавра наук з театрального мистецтва. Має англійське, шотландське та німецьке коріння. Виховувався у дусі пресвітеріанської віри. З 2000 року проживає у Нью-Йорку..

## Кар'єра
Тейлор з'явився, зокрема, у таких телесеріалах як: «Ходячі мерці», «Закон і порядок», «Закон і порядок: Спеціальний корпус», «Гарна дружина», «Підозрюваний». Виконував повторювану роль «Дерела, помічника з фальшивим британським акцентом» у телепередачі «Пізнє шоу з Девідом Леттерманом». 2006 року зіграв роль Абернаті Дарвіна Данлепа у фільмі «Нас прийняли». Також знявся у таких незалежних стрічках як: «Що б ви зробили …», «Погляд зими», «Інша Земля»; остання стрічка здобула Приз імені Альфреда П. Слоуна на кінофестивалі «Сандерс» 2011 року.
Знявся у корометражчці Спайка Лі «Ісусові діти Америки», яка є частиною кінофільму 2005 року під назвою «Невидимі діти», який складається з семи короткометражних фільмів про дітей, знятих різними режисерами. Також з'явився у таких фільмах: «Будинок палає», «Подача», «Садівник Едему», «Убивство шкільного президента». З 2014 року входить до головного акторського складу телесеріалу «Готем», де грає роль Освальда Коббльпота / Пінгвіна.
Окрім своєї кар'єри у кіно та на телебаченні, Тейлор також виступає на театральній сцені.

## Особисте життя
Тейлор — відкритий гей. 2012 року одружився з Діком ДіБелла, з яким зустрічався протягом 10-ти років.

## Фільмографія

### Кіно
| Рік  | Назва                         | Оригінальна назва                        | Роль                   | Примітки        |
| ---- | ----------------------------- | ---------------------------------------- | ---------------------- | --------------- |
| 2005 | Ісусові діти Америки          | Jesus Children of America                | Майк                   | Короткометражка |
| 2006 | Подача                        | Pitch                                    | Піт                    | Короткометражка |
| 2006 | Будинок палає                 | The House is Burning                     | Філ                    |                 |
| 2006 | Нас прийняли                  | Accepted                                 | Абернаті Дарвін Данлеп |                 |
| 2008 | Убивство шкільного президента | Assassination of a High School President | Алекс Шнайдер          |                 |
| 2008 | Серпень                       | August                                   | Співробітник           |                 |
| 2009 | Останній день літа            | Last Day of Summer                       | Джейсон                |                 |
| 2010 | Крок уперед 3                 | Step Up 3D                               | Панк                   |                 |
| 2011 | Поернення                     | Return                                   | Вонні                  |                 |
| 2011 | Інша Земля                    | Another Earth                            | Джефф Вільямс          |                 |
| 2011 | Неймовірна меланхолія         | The Melancholy Fantastic                 | Даккен                 |                 |
| 2012 | Що б ви зробили …             | Would You Rather                         | Джуліан                |                 |
| 2013 | Погляд зими                   | Cold Comes the Night                     | Квінсі                 |                 |
| 2016 | Вечірня сукня                 | Full Dress                               | Ной                    |                 |
| 2017 | Довгий будинок                | The Long Home                            |                        |                 |
| 2019 | Джон Уік 3                    | John Wick: Chapter 3 — Parabellum        | Адмінастратор          |                 |

### Телебачення
| Рік           | Назва                               | Оригінальна назва                 | Роль              | Примітки                                                        |
| ------------- | ----------------------------------- | --------------------------------- | ----------------- | --------------------------------------------------------------- |
| 2005          | Закон і порядок                     | Law & Order                       | Джеред Вестон     | Епізоде: «Sects» (С.15:Еп.19)                                   |
| 2008          | Життя на Марсі                      | Life on Mars                      | Джіммі            | Епізод: «My Maharishi Is Bigger Than Your Maharishi» (С.1:Еп.3) |
| 2008          | Закон і порядок                     | Law & Order                       | Дейл              | Епізод: «Personae Non Grata» (С.18:Еп.17)                       |
| 2010          | Закон і порядок                     | Law & Order                       | Седрік Стабер     | Епізод: «Innocence» (С.20:Еп.16)                                |
| 2012          | Підозрюваний                        | Person of Interest                | Еджекс            | Епізод: «Blue Code» (С.1:Еп.15)                                 |
| 2012          | Гарна дружина                       | The Good Wife                     | Брок Далиндро     | Епізод: «Battle of the Proxies» (С.4:Еп.10)                     |
| 2013          | Закон і порядок: Спеціальний корпус | Law & Order: Special Victims Unit | Ділан Фуллер      | Епізод: «Traumatic Wound» (С.14:Еп.21)                          |
| 2013          | Ходячі мерці                        | The Walking Dead                  | Сем               | Епізоди: «Indifference» (С.4:Еп.4), «No Sanctuary» (С.5:Еп.1)   |
| 2014          | Таксі: Південний Бруклін            | Taxi Brooklyn                     | Семі              | Епізод: «Precious Cargo» (С.1:Еп.4)                             |
| 2014- 2019    | Готем                               | Gotham                            | Освальд Коббелпот | Головний акторський склад                                       |
| 2018-наші дні | Ти                                  | You                               | Вілл Батерхайм    | Запрошена зірка у 4 серіях 2 сезону.                            |

### Відеоігри
| Рік  | Назва        | Роль      | Примітки           |
| ---- | ------------ | --------- | ------------------ |
| 2016 | Dishonored 2 | Аутсайдер | Замінив Біллі Лаша |